# Weilburger Bürgergarde
Die Bürgergarde der Stadt Weilburg e.V. von 1813 ist ein Traditionsverein in Weilburg an der Lahn im Landkreis Limburg-Weilburg in Hessen.
Hervorgegangen ist die Bürgergarde aus dem Bürgersöhnekorps, das schon 1788 anlässlich der Hochzeit von Friedrich-Wilhelm von Nassau-Weilburg mit Luisa Isabella von Sayn-Hachenburg-Kirchberg gegründet wurde. Das Bürgersöhnekorps wurde im Jahr 1792 schon wieder aufgelöst, die Fahne vom Stadtgericht eingezogen.
Als am 24. Juni 1813 Wilhelm von Nassau-Weilburg die Prinzessin Charlotte Louise von Sachsen-Hildburghausen heiratete, wurde das Uniformierte Bürger- und Bürgersöhnekorps gegründet. Die 1788 von Luisa Isabella gestiftete Fahne wurde übernommen.
Heute ist die Bürgergarde Träger und Veranstalter der Weilburger Kirmes, der Fortführung der seit 1593 gefeierten Kirchweih, und tritt uniformiert zu repräsentativen Anlässen auf. Unter anderem stellt die Bürgergarde die Ehrenwache beim Gedenken an die verstorbenen Mitglieder des Hauses Nassau-Weilburg in der Fürstengruft der Schlosskirche.